# 圓頭希臘鱥
圓頭希臘鱥（學名：Pelasgus marathonicus），為輻鰭魚綱鯉形目雅羅魚科希臘鱥屬的一個種，被IUCN列為近危保育類動物，分布於歐洲希臘馬拉松平原、斯佩爾切奧斯河和維奧蒂亞基菲索斯河流域，為特有種，本魚頭和吻部粗壯、略呈圓形，身體顏色為灰棕色，腹側蒼白，側面有一條狹窄的縱向黑色帶，尾鰭叉形，體長可達6.5公分，壽命約2年，棲息在水流緩慢泉水、沼澤和運河，以藻類、無脊椎動物和有機碎屑等為食，繁殖期在五月至九月，棲地受到農業、水汙染及外來種入侵導致族群備受威脅。